# ساموئل نیکولیان
ساموئل نیکولیان (ارمنی: Սամվել Նիկոլյան؛ ۱۱ آوریل ۱۹۶۴ بازیکن فوتبال در پست هافبک اهل ارمنستان است.

## باشگاهی
از باشگاه‌هایی که در آن بازی کرده‌است می‌توان به باشگاه فوتبال شیراک، باشگاه فوتبال کوتایک، باشگاه فوتبال لوری، باشگاه فوتبال میکا و باشگاه فوتبال لرناگورتس کاپان اشاره کرد.

## تیم ملی
وی همچنین در تیم ملی فوتبال ارمنستان بازی کرده‌است. یان نخستین بازی ملی خود را در چهارچوب Euro 1996 - Group 2 در تاریخ ۱۵ نوامبر ۱۹۹۵ در کپنهاگ در مقابل دانمارک انجام داده‌است.